# Арийский параграф
«Арийский» параграф (положение об «арийском происхождении», нем. Arierparagraph) — пункт в уставах организаций, корпораций, или в договорах о передаче недвижимости, предоставляющий право членства или право на проживание только представителям «арийской расы» и лишающий его «не-арийцев», особенно евреев или лиц еврейского происхождения. Этот пункт был важным аспектом общественной жизни в Германии и Австрии с 1885 по 1945 год.

## В Австрии и Германии

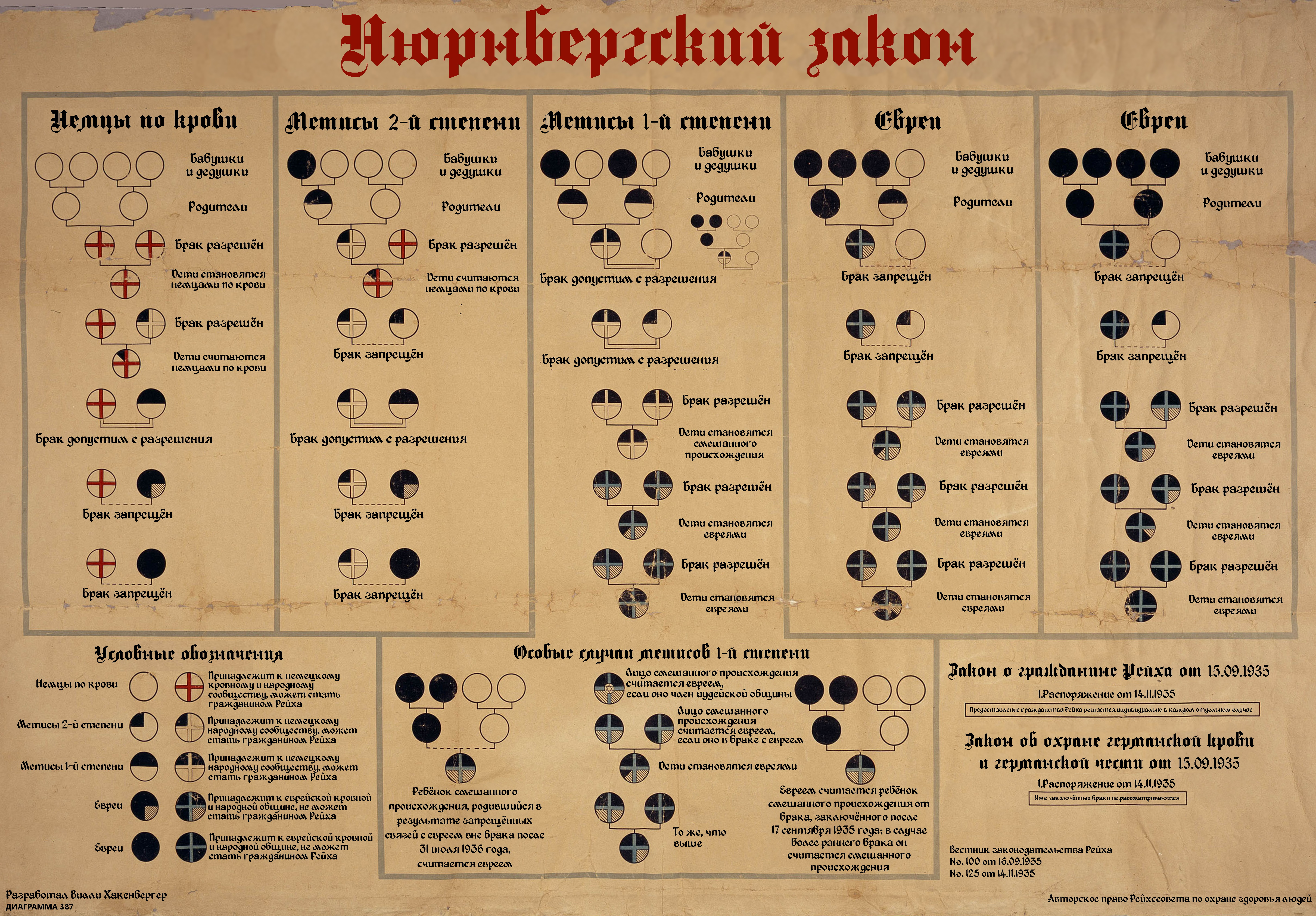
Диаграмма 1935 года, объясняющая Нюрнбергские расовые законы, определяющие принадлежность к «арийцам», евреям или мишлингам. Перевод

Один из первых документально подтвержденных «арийских» параграфов был включён австрийским националистическим лидером и антисемитом Георгом фон Шёнерером в Линцкую националистическую программу 1882 года. Многие немецкие государственные спортивные клубы, музыкальные общества, школьные клубы, сельскохозяйственные общества, братства последовали этому примеру и включили «арийские» параграфы в свои уставы. Наиболее известные «арийские» параграфы содержались в законодательстве нацистской Германии. Они были введены в рамках начала процесса «ариизации» с целью исключить евреев из организаций, федераций, партий и, в конечном счете, всей общественной жизни.
«Арийский» параграф был основан на постановлениях и программах антисемитских организаций и партий конца XIX века (например, Германской социалистической партии, 1889 г.). В нацистской Германии он впервые появился в законе о гражданской службе и предусматривал, что только люди «арийского» происхождения, не имеющие предков-евреев (родителей, бабушек, дедушек), могут работать в системе государственной службы. Позднее «арийский» параграф был распространён на образование и включен в закон от 25 апреля 1933 года «О борьбе с переполненностью немецких школ и университетов». 30 июня того же года сфера его действия была расширена таким образом, что даже брака с «неарийцем» хватало для лишения права работать на гражданской службе. В соответствии с нацистской программой по унификации (Gleichschaltung), под давлением нацистской партии многие федерации и организации включили «арийский параграф» в свои уставы. 
Для подтверждения арийского происхождения требовалось предоставить «арийский» сертификат. Таким образом евреи были исключены из государственной системы здравоохранения, лишены государственных должностей, изгнаны из редакций (Закон о редакторах) и театров (Reichskulturkammer), отстранены от занятия сельским хозяйством (Reichserbhofgesetz). Кульминацией этого процесса стало издание Нюрнбергских расовых законов, целью которых было «окончательное отделение евреев от немецкого народа». Вначале в дискриминации евреев делались исключения для ветеранов боевых действий, для принимавших участие в Коричневой революции (Erhebung, приход нацистов к власти), почётных «арийцев» и др., но позднее евреи и «полуевреи» (Mischlinge) столкнулись с запретом почти на все профессии. «Арийский» параграф был принят большей частью общества, за исключением протестов внутри Евангелической церкви, вследствие чего от неё отделилась Исповедующая церковь.

## В США
До 1948 года в США многие сделки с недвижимостью, которые заключались застройщиками городских и пригородных территорий, включали запрет на куплю-продажу недвижимости для лиц определённой расы. В 1948 году эта практика была признана Верховным судом США неконституционной (см. дело по иску Шелли к Крамеру).